# الئونورا ویلد
الئونورا ویلد (انگلیسی: Eleonora Vild؛ زادهٔ ۹ ژوئن ۱۹۶۹) بازیکن بسکتبال اهل یوگسلاوی بود.
وی در مسابقات کشوری و بین‌المللی در مجموع برندهٔ ۳ مدال نقره شده‌است.